# 米卢斯城站
米卢斯城站，简称米卢斯站，是法国的一个铁路车站，位于法国东部城市米卢斯。

## 位置
米卢斯城站位于米卢斯市区的东南部。车站大致呈东北-西南走向，正门开口朝西北。站内有人行天桥可与车站的东南侧连接。

## 车站历史
米卢斯城站最初建于1849年。随着米卢斯城市人口的不断增加，原有米卢斯城站已逐渐无法满足城市发展的需要，1928年，法国建筑师Charles Schulé、Albert Doll和Gélis主持重建米卢斯城站的站房，并于1932年投入运营。1944年，米卢斯城站曾遭到空袭，其站房直到1955年才按照原样恢复重建。2006年，米卢斯有轨电车投入运行并从米卢斯城站门口经过；2011年12月，法国高速铁路莱茵河-隆河线投入使用，米卢斯和巴黎之间的列车最短运行时间由近4个小时缩短至2小时40分钟，同时米卢斯城站也加开了多趟前往蒙彼利埃、马赛、里尔等地的跨线长途高速列车。

## 站名
"米卢斯城站"是该站的官方名称，其中"城站"这一后缀主要是为了区分米卢斯境内的其它火车站，但事实上这个后缀很少使用。而米卢斯市民则更多地称其为"米卢斯中央车站"。

## 停靠线路
以下列车线路在米卢斯城站停靠：

### 普通列车
| 米卢斯城站列车线路表       |            |                                    |                 |              |
| 线路                       | 车种       | 上一站                             | 下一站          | 大致运行频率 |
| 巴黎-里昂—米卢斯           | TGV        | 贝尔福TGV                          | （终点）        | 每天6趟左右  |
| 巴黎—弗赖堡                | TGV        | 贝尔福TGV                          | 弗赖堡          | 每天1趟      |
| 巴黎—苏黎世                | TGV        | 第戎                               | 巴塞尔          | 每天3趟左右  |
| 里尔—米卢斯                | TGV        | 贝尔福TGV                          | （终点）        | 每天1趟      |
| 卢森堡/斯特拉斯堡—蒙彼利埃 | TGV        | 斯特拉斯堡/科尔马                  | 贝尔福TGV       | 每天1~2趟    |
| 梅斯/斯特拉斯堡—里昂/马赛  | TGV        | 斯特拉斯堡/科尔马                  | 贝尔福TGV       | 每天3趟左右  |
| 法兰克福—马赛              | TGV        | 斯特拉斯堡/科尔马                  | 贝尔福TGV       | 每天1趟      |
| 巴塞尔—马赛                | TGV        | 巴塞尔                             | 贝尔福TGV       | 每天1趟      |
| 巴黎东—米卢斯              | INTERCITÉS | 贝尔福/阿勒特基尔什                | （终点）        | 每天3趟左右  |
| 巴黎东—米卢斯              | TER        | 贝尔福/阿勒特基尔什                | （终点）        | 每天2趟左右  |
| 斯特拉斯堡—米卢斯/巴塞尔   | TER        | 科尔马/博勒维莱尔                  | （终点）/圣路易 | 每天15趟左右 |
| 斯特拉斯堡/科尔马—米卢斯   | TER        | 米卢斯多尔纳克                     | （终点）        | 每天6趟左右  |
| 贝尔福—米卢斯              | TER        | 伊勒弗勒特/兹利斯海姆/弗拉克斯朗登 | （终点）        | 每天8~20趟   |
| 米卢斯—巴塞尔              | TER        | （起点）                           | 里克斯海姆      | 每天20趟左右 |
| 米卢斯—米尔海姆/弗赖堡     | TER        | （起点）                           | 邦茨恩海姆      | 每天5~7趟    |
| 米卢斯—唐讷/库鲁尔特       | TER        | （起点）                           | 米卢斯多尔纳克  | 每天17趟左右 |
| 1.                         |            |                                    |                 |              |

### 市域列车
| 米卢斯城站列车线路表 |            |          |          |                       |
| 线路                 | 车种       | 上一站   | 下一站   | 大致运行频率          |
| 米卢斯—唐讷          | Tram-Train | （起点） | 青年门站 | 米卢斯—唐讷线路时刻表 |
| 1.                   |            |          |          |                       |

## 配套交通

### 城际客运
米卢斯城站对应的大巴车上下车地点位于车站前方，此外在米卢斯东南方向的巴塞尔-米卢斯-弗赖堡欧洲机场附近也可乘坐长途客运线路。
| 停靠米卢斯的大巴车   |                                                                | |
| 上下车地点           | 运营单位                                                       | 主要目的地                                                                                         |
| 米卢斯城站正前方广场 | 上莱茵省城际客运 Lignes de Haute-Alsace （页面存档备份，存于） | 林塔勒、科尔马、默尔茨维莱、南布施海姆、费雷特、扎埃桑戈、达讷马里、布维莱                         |
| 米卢斯城站正前方广场 | SNCF                                                           | （当某条铁路线施工或罢工时，SNCF可能会提供途径该线路沿途站点的大巴车）                             |
| 米卢斯城站正前方广场 | Ouibus                                                         | 里昂、贝桑松、斯特拉斯堡                                                                           |
| 米卢斯城站正前方广场 | Eurolines                                                      | 瓦朗斯、蒙彼利埃（可联程中转前往欧洲各地）                                                         |
| 米卢斯城站正前方广场 | Isilines                                                       | 巴黎、第戎、里昂                                                                                   |
| 米卢斯城站正前方广场 | Flixbus                                                        | 巴黎、欧塞尔、第戎、贝桑松、斯特拉斯堡、里昂、圣艾蒂安、格勒诺布尔、阿维尼翁、马赛、巴塞尔、苏黎世 |
| 米卢斯机场           | Flixbus                                                        | 巴塞尔、科尔马、斯特拉斯堡、卡尔斯鲁厄、曼海姆、纽伦堡、苏黎世                                     |
| 米卢斯机场           | Isilines                                                       | 巴黎、特鲁瓦、第戎、贝桑松                                                                         |
| 1. 2. 3. 4. 5.       |                                                                | |

### 市内交通
| 米卢斯城站附近的市内公共交通线路 |                  | |
| 公交车站名称                     | 位置             | 停靠线路 |
| Gare Centrale                    | 米卢斯城站正前方 | 米卢斯有轨电车1号线、3号线、市域列车（Tram-Train） 公交10路、14路、18路、20路、30路、55路、56路、57路、63路、64路、67路和68路 |
| 1.                               |                  | |

## 临近车站
| 米卢斯城站（Gare de Mulhouse-Ville） |                        |                       |
| 上行车站                             | 线路                   | 下行车站              |
| 弗拉克斯朗登站 5.9km ←               | 巴黎－米卢斯铁路       | （终点）              |
| 米卢斯多尔纳克站 3.2km ←             | 斯特拉斯堡－圣路易铁路 | 里克斯海姆站 → 5.3km  |
| （起点）                             | 米卢斯－沙朗佩铁路     | 邦茨恩海姆站 → 14.3km |
| - 本表仅显示运营中的线路及车站       |                        |                       |